# 에피소드
에피소드(영어: Episode)는 라디오나 텔레비전 시리즈 등에서 한 회를 말하고 있다. 이 낱말은 그리스어 낱말 ἐπεισόδιον(에페이소디온)에서 비롯된 것으로, 뜻은 그리스 비극에서 2개의 곡이나 송가 간에 포함된 소재를 의미한다고 한다.